# Аббатство в дубовом лесу
Аббатство в дубовом лесу (нем. Abtei im Eichwald) — картина, написанная немецким художником Каспаром Давидом Фридрихом в период с 1809 по 1810 годы в Дрездене. Работа была впервые показана вместе с другой картиной Каспара Фридриха «Монах у моря» (нем. Der Mönch am Meer) в Берлинской Академии художеств во время выставки 1810 года. По просьбе художника она была повешена прямо под «Монахом у моря».
По окончании выставки обе картины были приобретены прусским королём Фридрихом Вильгельмом III для своей коллекции . На сегодняшний день обе картины висят бок о бок в Старой национальной галерее города Берлина.